# 한려초등학교 영운분교
한려초등학교 영운분교는 대한민국 경상남도 통영시에 있었던 공립 초등학교이다.

## 학교 연혁
- 1963년 3월 2일 화양국민학교 영운분교장 설립인가
- 1967년 3월 1일 영운국민학교 개교
- 1983년 3월 5일 병설유치원 인가
- 1996년 3월 1일 영운초등학교로 교명 변경
- 2011년 3월 1일 한려초등학교 영운분교장 지정
- 2021년 2월 28일 폐교

## 참고 자료
- 한려초등학교영운분교장 - 한국교육학술정보원 학교알리미